# كوري روني
كوري روني (بالإنجليزية: Cory Rooney)‏ هو منتج أسطوانات وكاتب أغاني أمريكي، ولد في 1969.

## وصلات خارجية
- كوري روني على موقع ميوزك برينز (الإنجليزية)
- كوري روني على موقع أول ميوزيك (الإنجليزية)
- كوري روني على موقع أول ميوزيك (الإنجليزية)
- كوري روني على موقع أول ميوزيك (الإنجليزية)
- كوري روني على موقع ديسكوغز (الإنجليزية)
- كوري روني على موقع ديسكوغز (الإنجليزية)